# La Rivière-Saint-Sauveur
La Rivière-Saint-Sauveur település Franciaországban, Calvados megyében. Lakosainak száma 2535 fő (2022. január 1.). La Rivière-Saint-Sauveur Ablon, Gonneville-sur-Honfleur és Honfleur községekkel határos.

## Népesség
A település népességének változása:
| Lakosok száma | 1363 | 1515 | 1584 | 1719 | 2303 | 2440 | 2538 | 2547 | 2551 | 2535 |
|               | 1968 | 1982 | 1990 | 2006 | 2013 | 2015 | 2017 | 2019 | 2020 | 2022 |